# 大瀬戸千嶋
大瀬戸千嶋（おおせどちしま）は、大瀬戸嵩（サクソフォーン）、千嶋里志（エレクトーン）の2人で構成される日本のInstrumental音楽ユニットである。

## メンバー
- 大瀬戸 嵩（おおせど　たかし）

サクソフォーン奏者 広島県出身、1982年5月生まれ。広島市立口田東小学校、広島市立口田中学校、広島音楽高等学校、洗足学園音楽大学器楽科卒業。
- 千嶋 里志（ちしま　さとし）

エレクトーン奏者 山口県出身、広島県育ち。1982年1月生まれ。広島市立牛田新町小学校、広島市立牛田中学校、広島音楽高等学校、国立音楽大学応用演奏学科卒業。

## 概要
広島音楽高等学校で出会い、関東の音楽大学に進学、卒業後の2006年6月に地元広島にて結成。「サクソフォーン&エレクトーン」という日本では類を見ないスタイルにこだわり、「広島発」をテーマに音楽活動を開始。音楽大学で学んだクラシックをベースに様々なジャンルで構成されるステージは、老若男女問わず好評を得ており、全国的に著名なモデル・タレントのファッションショーや講演前座での演奏を始め、テレビ、ラジオ等でもマルチに活動。自らの演奏活動ほか、音楽プロデュースやステージ構成企画、ラジオ・テレビ等のタイアップ曲制作、ラジオパーソナリティなど様々な依頼も受けている。2008年からピンクリボン活動も参加している。

## 年譜

### 1998 - 2006
- 1998年　広島音楽高等学校にて、先輩後輩として出逢う。
- 2004年　千嶋里志・国立音楽大学応用学科を卒業。
- 2005年　大瀬戸嵩・洗足学園音楽大学器楽科を卒業。
- 2006年　大瀬戸千嶋を広島にて結成。
- 大瀬戸の母が営んでいた「創作料理ロックス」にて、月1広島在住アーティストをゲストに招き、大瀬戸と千嶋とコンサートをする「プラス1企画」がスタートしユニット名を『大瀬戸千嶋』と決める。ここから大瀬戸千嶋の活動がスタートする。
- 06年ひろしまフラワーフェスティバルFFゲストとして出演。
- イオンモール広島府中でのクリスマスコンサートゲストとして出演。初めてショッピングモールで演奏を行う。

### 2007 - 2008
- タレント神田うのがゲストのファッションショーオープニング演奏を担当。
- 初の自主企画コンサート「チャペルコンサートinオリエンタルホテル広島」を行う。
- 07年ひろしまフラワーフェスティバルFFゲストとして出演。
- 広島市民大学、演出家宮本亜門の講演会にて、オープニング演奏を担当。
- ゾリステン・ドライエックの一員として10日間7か所によるドイツ海外公演を行う。
- 広島市民平和の集いにて演奏を行う。

### 2008 - 2009
- 京都・神戸で初の関西演奏公演を行う。
- 08年ひろしまフラワーフェスティバルFFゲストとして出演。
- 広島で行われたデザイナー桂由美がゲストのトーク＆ファッションショーオープニング演奏を担当。
- ピンクリボン活動を開始。
- FMちゅーピー76.6MHz（中国コミュニケーションネットワーク）、広島すまいるパフェ番組内コーナーにて「大瀬戸千嶋の広島最高」がスタートする。
- 「森の癒しのコンサート2008  in 恐羅漢」を企画開催する。
- オリエンタルホテル広島主催、自身初となるクリスマスディナーショーを行う。

### 2009 - 2010
- 09年ひろしまフラワーフェスティバルFFゲストとして出演。
- ピンクリボンフォーラム2009 by きらら・7月「乳がんになってから知っておきたいこと」・10月「みんなで考える乳がん」に演奏で参加。
- 広島で行われたデザイナー桂由美がゲストのトーク＆ファッションショーオープニング演奏担当。
- 「森の癒しのコンサート2009 in 恐羅漢」を企画開催する。
- オリエンタルホテル広島主催 大瀬戸千嶋クリスマスディナーショー「Dream Stage09」を開催。

### 2010 - 2011
- 2010年度広島市成人祭のゲストとして出演。
- モデル大石参月がゲストのファッションショーオープニング演奏を担当。
- アルバム「DreamStage」にてCD全国デビュー。
- 10年ひろしまフラワーフェスティバルFFゲストとして出演。
- 2010年度日本テレビ系列24時間テレビ 「愛は地球を救う」で広島ゲストとして出演、同ゲストとして出演した歌手城みちると「イルカに乗った少年」を生放送中に共演。
- 歌手原田真二主催のイベントに広島のゲストとして参加。大瀬戸千嶋のアレンジで「キャンディ」を共演。
- 「森の癒しのコンサート2010  in 恐羅漢」を企画開催する。
- ピンクリボンフォーラム2010 by きらら「がん検診へ行こうよ」にて演奏で参加。
- グリーンバナナプロジェクトの立ち上げに参加。世界遺産宮島「大聖院」にてコンサートを行う。
- 沼田本郷夏祭り2010にて、音楽と花火の饗宴「音楽花火」のゲストとして花火と共に生演奏する。
- 耕三寺博物館・未来心の丘10周年記念のゲストとして演奏する。
- 初の単独ホールコンサート「Harmony of the earth」をアステールプラザ中ホールで開催。
- オリエンタルホテル広島主催　大瀬戸千嶋クリスマスディナーショー「Dream Stage10」を開催。

### 2011 - 2012
- モデルエリーローズがゲストのファッションショーオープニング演奏を担当。
- 阪急交通社屋久島・種子島チャータークルーズ。豪華客船「ぱしふぃっくびーなす」にて、メインステージゲスト出演。
- 11年ひろしまフラワーフェスティバルFFゲストとして出演。
- 国際ソロプチミスト熊野主催「大瀬戸千嶋・緑風のシンフォニー」を開催。
- 沼田本郷夏祭り2011にて、生音楽と花火の饗宴「音楽花火」のゲストとして演奏する。
- 8月6日「ヒロシマ祭り」のゲストとして出演。
- 3rdアルバム「Dream StageⅡ」を発売記念。
- 大瀬戸千嶋・結成5周年記念イベント開催
  - 第1弾　「Wind of the Spring」- 広島ゲバントホール
  - 第2弾　結成5周年記念メインイベント「Evolution」- 広島県民文化センターホール
  - 第3弾　オリエンタルホテル広島主催　大瀬戸千嶋クリスマスディナーショー「Dream Stage11」
  - 第4弾　ジョイントコンサート「いちむじん×大瀬戸千嶋」- 広島県民文化センターホール

### 2012 - 2013
- モデル道端アンジェリカがゲストのファッションショーオープニング演奏を担当。
- 12年ひろしまフラワーフェスティバルFFゲストとして出演。
- 歌手辛島美登里と大分のイベントにて共演。
- 初となる東京・大分での単独ワンマンライヴを行う。
- 8月6日「ヒロシマ祭り」のゲスト出演。
- 初となる単独ドイツコンサートを4公演を行う。
- 耕三寺博物館・未来心の丘12周年記念のゲスト出演・未来心の丘制作者杭谷一東とトークショーを行う。
- 4thアルバム「Future」を発売。
- オリエンタルホテル広島主催　大瀬戸千嶋クリスマスディナーショー「Dream Stage12」を開催。

### 2013 - 2014
- 株式会社ヤマハミュージックメディアより「clover」「Future」がエレクトーンの楽譜として出版される。
- 「Future」が広島県食育テーマ曲に決定し、広島県がタイアップする曲となる。
- 島根県立美術館にて、島根と広島ご縁コンサート～大瀬戸千嶋&六子～を開催。
- 広島県民文化センターホールにて「Appssionato」を開催。
- 13年ひろしまフラワーフェスティバルFFゲストとして出演。
- 広島県食育推進全国大会にゲスト出演。辛島美登里とジョイントコンサートをする。
- 5thアルバム「GLORIOUS」を9月に発売。
- 広島市東区民センターホールにてアルバム発売コンサート「Duo in Hiroshima」を開催。
- オリエンタルホテル広島主催　大瀬戸千嶋クリスマスディナーショー「Dream Stage13」を開催。

### 2014 - 2015
- 大瀬戸千嶋プレゼンツ「インストゥルメンタルカーニバル」を開催。ゲストにヴァイオリニストNAOTO・アイリッシュハープ＆アコースティックギターデュオさらさと共演。
- 14年ひろしまフラワーフェスティバルFFゲストとして出演。
- 大瀬戸千嶋『Happy Time Tour』を岩国市民会館小ホール・都雅都雅・BRICK BLOCKにて行う。
- 7月14日MAZDA Zoom-Zoom スタジアム広島で行われた『カープvsDNA』の公式戦にてスタジアム初となるインストにて国歌演奏を行う。
- 6thアルバム『DreamStage３』を発表。
- 大瀬戸千嶋、結成8周年記念として1000人ライブ『Transmission』を主催広島テレビ、会場は広島アステールプラザ大ホールにて行う。
- オリエンタルホテル広島主催　大瀬戸千嶋クリスマスディナーショー「Dream Stage14」を開催。
- 7thアルバム『OCCAFE』を12月に発売。

### 2015 - 2016
- 大瀬戸千嶋プレゼンツ　インストゥルメンタルカーニバル2015　大瀬戸千嶋×DEPAPEPE
- 8thアルバム『VICTOIRE』を4月に発売。
- 15年ひろしまフラワーフェスティバルFFゲストとして出演。
- 良和ハウス主催チャリティーコンサート2015にてセーンジャー・小原孝と共演
- 大瀬戸千嶋ライブツアー2015 『VICTOIRE』
  - 『京都』 都雅都雅　『愛知』ヤマハ名古屋店広小路ヤマハホール　『大分』BRICK・BLOCK　『大阪』南堀江knave
- 大瀬戸千嶋ドイツ公演
- 京都府レコード商協同組合　ピックアップアーティストに選ばれる。
- 大瀬戸千嶋結成9周年ホールコンサート『Duo2015』安佐南区民文化センターホール
- 初となるアジア進出『タイ公演』
  - Rangsit University、Chulalongkorn University　
  - Yamaha Charity Concert　主催:サイアムミュージックヤマハ・クラブタイランド
  - Sriracha Japan Festival　主催: CHONBURI RAYONG JAPANESE ASSOCIATION後援:在タイ日本国大使館
- オリエンタルホテル広島主催　大瀬戸千嶋クリスマスディナーショー「Dream Stage15」を開催。

### 2016 - 2017
- 吉賀町文化事業実行委員会主催  島根県吉賀町誕生10周年記念事業　大瀬戸千嶋ハートフルコンサート
- 16年ひろしまフラワーフェスティバルFFゲストとして出演。
- 9thアルバム『DreamStage4』を5月に発売。
- 二度目となるタイ公演を成功させる。
  - 6.20 テレビ出演（7月タイ全国放送）
  - 6.21 ラジオ出演（J-チャンネル）
  - 6,22 Mahidol大学コンサート
  - 6.23 Sukhondheerawidh学校コンサート
  - 6.24・25 ピアノフェスゲスト演奏（会場Siam Paragon）
  - 6.25 大瀬戸千嶋ホールコンサート（会場Dr.Thaworn Phornprapha Auditorium）
- 結成10周年記念「Duo2016 in 京都」（会場：京都コンサートホール　ムラタ）を開催。
- 結成10周年記念スーパーライブ「PROLOGUE」（会場：広島文化学園HBGホール）を開催。
- 第9回森の癒しのコンサートin恐羅漢
- 大阪「ABCラジオまつり2016」ゲスト出演
- 広島法務局の推薦により、広島県内の小中学校に音楽を通して豊な感性や人権尊重を育む『音楽人権教室』の講師に選出される。（2016～）
- 第9回クリスマスディナーショー「DreamStage2016」2日間300名動員（完売） 　主催：オリエンタルホテル広島　協賛：株式会社ROCKS

### 2017 - 2018
- 新星堂ピックアップアーティスト2017に選出される
- 京都府レコード商協同組合　ピックアップアーティストに選出される。
- 大瀬戸千嶋ハートフルコンサート  主催：広島県民文化センターふくやま共同企業体
- 「ABCラジオスプリングフェスタ」 万博記念公園メインステージ
- 京都嵯峨野×紙屋町シャレオ×恋とか愛とか（仮） BRIDAL-VISION DressCollection2017　ゲストライブ
- KRY山口放送「熱血テレビ」生出演
- 京都駅ビル20周年×京都鉄道博物館1周年イベント「THANKS LIVE in 京都駅ビル」　ゲスト出演
- ひろしまフラワーフェスティバル2017 ＦＦ史上初インストアーティストとしてスペシャルゲストに選出される
- 良和ハウス主催　チャリティーコンサート　「大瀬戸千嶋×香川裕光」アステールプラザ大ホール
- 大瀬戸千嶋 LIVETOUR2017 Change 全国６公演を開催する
- タイ公演2017
  - 11/24　THAI JAPANESE ASSOCIATION SCHOOL SRIRACHA
  - 11/25～26　Sriracha Japan Festival
  - 11/27　Berkeley International School
  - 11/28　Ascot International School
  - 11/28　The Regent's International School Bangkok
- 第10回クリスマスディナーショー「DreamStage2016」2日間300名動員（完売） 　主催：オリエンタルホテル広島　協賛：株式会社ROCKS

### 2018 - 2019
- 平成30年　広島市成人祭　ゲスト演奏　広島サンプラザホール
- Change the Second（CHANGE2先行発売）BLUE LIVE HIROSHIMA　主催：ROCKS
- ABCラジオまつり　スプリングフェスタ　ゲスト
- フジテレビ 「魔女に言われたい夜～正直過ぎる品定め～」 エンディングテーマ曲に「花鳥風月」起用される
- 京都鉄道博物館 グランドオープン２周年記念イベント　開館セレモニー演奏・記念コンサート 「京都鉄博 2nd Anniversary Live in 大瀬戸千嶋」
- 大瀬戸千嶋LIVETOUR CHANGE2018  全国５公演開催
- 2018ひろしまフラワーフェスティバル　出演
- ミナミ音楽祭18  出演
- 大瀬戸千嶋タイ公演2018報告ドキュメンタリー映像放映＆コンサート　Smile Of You   愛知・広島公演
- 広島県のとある中学校の体育館で生徒に向けて演奏した
- タイ公演   EDF活動を始める
  - 6.23　Photharam Temple
  - 6.24 　KhonKaen School for the Blind
  - 6.25 　Ban Hinlad Wangtor School
  - 6.26 　Banphai School
  - 6.27 　Ban Nongmark School
  - 11.30　Thai Japanease Association School
  - 12.1～2　THAI JAPANESE ASSOCIATION SCHOOL SRIRACHA
  - 12.3　EGA Party Concert
  - 12.6　District Nonthaburi　High School Concert
  - 12.7　International School Concert
  - 12.9　Hidaka Yookoo Enterprises 90 years party
- ひろでん中国新聞旅行株式会社 ぱしふぃっくびいなすで行く　ハウステンボスと佐世保クルーズ　メインゲスト
- 中国公演
  - 10.12～13　MUSIC CHINA（２日間）  　野外ステージ・屋内ライブ配信ステージ
  - 10.14　ヤマハ中国主催　大瀬戸千嶋コンサート　珠海市艺术高级中学
  - 12.11　ヤマハ中国主催　南京艺术学院流行剧场コンサート
  - 12.12　ヤマハ中国主催　多乐米音乐学校コンサート
  - 12.14　ヤマハ中国主催　温州东南剧场コンサート
  - 12.14　ヤマハ中国主催　深圳海上大剧院コンサート
  - 12.16　ヤマハ中国主催　济南北洋大剧院コンサート
  - 12.18　ヤマハ中国主催　沈阳盛京保利大剧院コンサート
  - 12.20　ヤマハ中国主催　大连城市音乐馆コンサート
- クリスマスショーDreamStage　Afternoon Show・Dinner Show（1日２公演）　主催：オリエンタルホテル広島　協賛：株式会社ROCKS

## ディスコグラフィー

### CD
| 種別         | 名前          | リリース日     | 備考     |
| 自主制作     | 自主制作      | 自主制作       | 自主制作 |
| ------------ | ------------- | -------------- | -------- |
| シングル     | ラジオ記念CD  | 2007年3月      | 完売     |
| DVD          | プロローグ    | 2007年10月     | 完売     |
| ミニアルバム | プロローグ    | 2008年5月      | 完売     |
| シングル     | 風～KAZE～    | 2009年5月      | 完売     |
| 全国リリース |               |                |          |
| アルバム     | Dream Stage   | 2010年2月10日  |          |
| アルバム     | 組曲earth     | 2010年11月10日 |          |
| アルバム     | Dream Stage２ | 2011年9月14日  |          |
| アルバム     | Future        | 2012年9月19日  |          |
| アルバム     | GLORIOUS      | 2013年9月18日  |          |
| アルバム     | Dream Stage3  | 2014年9月20日  |          |
| アルバム     | OC CAFE       | 2014年12月23日 |          |
| アルバム     | VICTOIRE      | 2015年4月5日   |          |
| アルバム     | DreamStage4   | 2016年5月11日  |          |
| アルバム     | Change        | 2017年4月12日  |          |
| アルバムル場 | CHANGE２      | 2018年3月7日   |          |

### DVD
| 名前                                 | リリース日    | 備考         |
| 全国リリース                         | 全国リリース  | 全国リリース |
| ------------------------------------ | ------------- | ------------ |
| 結成10周年スーパーライブ「PROLOGUE」 | 2016年12月1日 |              |

## エレクトーン譜
- 「clover」- Vol.67 J-インストゥルメンタル2 （STAGEA・EL ポピュラー 7～6級) 　株式会社ヤマハミュージックメディア
- 「Future」- Vol.73 J-インストゥルメンタル2 （STAGEA・EL ポピュラー 5～3級）　株式会社ヤマハミュージックメディア

## タイアップ
| 曲名            | タイアップ                                                                                | 期間                         |
| --------------- | ----------------------------------------------------------------------------------------- | ---------------------------- |
| Hiroshima Train | FMちゅーピー76.6MHz（中国コミュニケーションネットワーク）「大瀬戸千嶋の広島最高」テーマ   | 2010年5月～2016年3月         |
| clover          | テレビ派（広島テレビ）テーマ                                                              | 2011年4月～                  |
| Change          | テレビ派（広島テレビ）ウェザーコーナー                                                    | 2017年6月1日～               |
| ホノボノッサ    | テレビ派（広島テレビ）ウェザーコーナー                                                    | 2011年4月～2017年6月1日      |
| ホノボノッサ    | （広島テレビ）番組間のウェザーコーナー                                                    | 2017年6月1日～               |
| again           | テレビ派（広島テレビ）スポーツコーナー                                                    | 2011年4月～                  |
| Future          | 広島県食育テーマ曲（広島県）                                                              | 2013年3月1日～               |
| Future          | 広島県高精度放射線医療センター 宣伝用テーマ曲                                             | 2015年度                     |
| Happy Time      | テレビ派ランチ（広島テレビ）                                                              | 2013年9月23日～2015年9月25日 |
| Happy Time      | FMちゅーピー76.6MHz（中国コミュニケーションネットワーク）「大瀬戸千嶋のHappy Time」テーマ | 2016年4月～                  |
| Traditions      | 株式会社広島三次ワイナリーテーマ曲                                                        | 2014年8月1日～               |
| sense of unity  | ひろでん中国新聞旅行株式会社テーマ曲                                                      | 2014年10月1日～              |
| VICTOIRE        | 広島女子サッカーチームアンジュヴィオレ広島公式応援テーマ曲                                | 2015年～                     |
| All smiles      | 広島信用金庫CMテーマ曲                                                                    | 2015年10月～                 |
| Ｗ              | 『W the bride's suite』TVCM                                                               | 2016年4月～                  |
| 軌条の彼方以上  | 京都鉄道博物館 館内ＳＬ ＰＲ曲                                                            | 2017年7月～                  |

## 主な出演番組
- 2008年7月～2010年4月　スマイルパフェ内コーナー「大瀬戸千嶋の広島最高」- FMちゅーピー（中国コミュニケーションネットワーク）
- 2010年5月～2016年3月　「大瀬戸千嶋の広島最高」 - FMちゅーピー（中国コミュニケーションネットワーク）
- 2016年4月～　「大瀬戸千嶋のHappyTime」 - FMちゅーピー（中国コミュニケーションネットワーク）